# Bruce McLaren
Bruce Leslie McLaren (Auckland; 30 de agosto de 1937-Circuito de Goodwood, Sussex Occidental; 2 de junio de 1970) fue un piloto de carreras, ingeniero y diseñador de automóviles de carreras neozelandés.
Fue el fundador del equipo McLaren, uno de los equipos de Fórmula 1 que más victorias finales ha conseguido, con un total de 19 campeonatos mundiales, solamente por detrás de Ferrari.

## Carrera deportiva

### Comienzos
Desde niño, Bruce estuvo interesado en el mundo del motor; actitud que heredó de su padre a quien siempre admiró y cada vez que podía consultaba.
A los 10 años sufrió una enfermedad en la cadera (síndrome de Legg-Calvé-Perthes). Tras una intervención, Bruce se recuperó durante los dos años posteriores, quedando con secuelas: una cojera cada vez que se fatigaba.
Al terminar sus estudios, Bruce ingresó al Seddon Technical Memorial College, donde comenzaría un curso de ingeniería, su otra pasión. Con su registro de conductor en las manos y su primer automóvil, decidió que era el momento de empezar a competir, y se anotó en carreras de montaña, típicas de su país. Resultaron tan exitosas que se ganó el pasaporte de "Piloto hacia Europa", que le otorgó la NZIGP (New Zealand International Grand Prix).

### Fórmula 1
En 1959, McLaren se unió al equipo de Fórmula 1 de Cooper junto a Jack Brabham. Rápidamente se hizo un nombre, ganando el Gran Premio de los Estados Unidos, la última carrera de dicha temporada, y convirtiéndose en el ganador de Gran Premio más joven a los 22 años. McLaren ganó la siguiente carrera, el Gran Premio de Argentina de 1960 y terminó como subcampeón del mundo detrás de Brabham, cosechando varios podios más ese año.
En 1961, un cambio en la normativa dejó a los Cooper menos competitivos, y McLaren no logró ninguna victoria en el campeonato. Al año siguiente, con la salida de Jack Brabham de Cooper, McLaren se convirtió en el líder del equipo. Ganó el Gran Premio de Mónaco y logró un tercer lugar en el campeonato mundial. Sin embargo, con la creciente competencia de equipos como Lotus y BRM, Cooper no pudo mantener su competitividad. Se mantuvo en el equipo en los siguientes años, con pocos éxitos.
En 1963, Bruce McLaren fundó Bruce McLaren Motor Racing Ltd. y comenzó a producir sus propios vehículos, pero no fue hasta 1966 que la escudería debutó en Fórmula 1. El McLaren M2B, diseñado por Robin Herd, fue el primer Fórmula 1 del equipo y se estrenó en 1966, pero no fue hasta dos años más tarde que Bruce y su equipo participaron a tiempo completo, con el M7A.
La verdadera consolidación del equipo McLaren llegó en 1968, con la introducción del motor Ford Cosworth DFV. Este motor permitió al equipo ser mucho más competitivo. Bruce McLaren ganó el Gran Premio de Bélgica, y su compañero de equipo, su compatriota Denny Hulme, logró victorias en Italia y Canadá. Sin embargo, en 1969 solamente lograron una victoria de la mano de Hulme.

### Otros campeonatos
Durante cinco años, los McLaren dominaron el campeonato Canadian-American Challenge Cup (CanAm) entre los años 1967 y 1971, Bruce ganó dos veces este campeonato, más otras dos de Denny Hulme y la última del estadounidense Peter Revson. Desde un comienzo se interesó en este campeonato, de hecho, el primer McLaren era casi un prototipo para correr las 500 Millas de Indianápolis, pero lo adaptaron con un motor Oldsmobile y neumáticos Firestone para la Fórmula 1.
En 1964, ganó la Tasman Series con un Cooper de su equipo personal. Dos años más tarde, McLaren logró junto a Chris Amon una victoria significativa en las 24 Horas de Le Mans conduciendo un Ford GT40 del equipo Shelby. Aunque la verdadera victoria fue para Ken Miles. .

### Muerte
McLaren falleció durante una prueba del McLaren M8D, que él mismo había diseñado para el campeonato de CanAm, en el Circuito de Goodwood en Inglaterra, el 2 de junio de 1970 a los 32 años de edad. Se salió de la pista debido al desprendimiento de una pieza de su auto, sufriendo un fuerte choque que le causó la muerte.

## Legado
Tras su fallecimiento, su escudería Bruce McLaren Motor Racing pasó por sucesivas administraciones que buscaron como objetivo común, mantenerla dentro del deporte motor como homenaje a su fundador. Inicialmente, fue Teddy Mayer (hombre de confianza de Bruce y socio fundador de la escudería) quien tomó las riendas del equipo, buscando mantenerlo a flote en las distintas categorías donde participaba. Bajo su administración se sucedieron hitos tales como el ingreso al equipo del ingeniero John Barnard y la creación del monoplaza M23, coautoría de Barnard con Gordon Coppuck, en 1973 y la alianza publicitaria de McLaren con la tabacalera Philip Morris, en 1974. Esta combinación terminó desembocando en los primeros éxitos de la escudería McLaren en Fórmula 1, al proclamarse como campeón el brasileño Emerson Fittipaldi en esa misma temporada. Dos años más tarde y con el mismo monoplaza, fue James Hunt quien se alzó con el campeonato para la escudería inglesa.[cita requerida]
Tras estos éxitos, una sequía de resultados provocaron que Philip Morris proponga a inicios de los años 1980, una fusión entre McLaren y la empresa de desarrollo Project 4, lo que desembocó en el traspaso del mando de la escudería de Teddy Mayer a Ron Dennis, quien la adquirió totalmente, dando inicio a una de las etapas más fructíferas para la escudería, en la cual se terminaría consolidando como una de las principales animadoras de la Fórmula 1, junto a sus connacionales Williams y Lotus, y la italiana Ferrari. De esta forma y tras la toma de posesión por parte de Ron Dennis, la Bruce McLaren Motor Racing pasó a convertirse en la actual McLaren F1 Team, uno de los equipos más laureados en la historia de la Fórmula 1.

## Resultados

### Fórmula 1
(Clave) (negrita indica pole position) (cursiva indica vuelta rápida)

| Año     | Escudería                  | 1       | 2       | 3       | 4       | 5       | 6       | 7       | 8       | 9       | 10      | 11      | 12    | 13  | Pos. | Puntos |
| ------- | -------------------------- | ------- | ------- | ------- | ------- | ------- | ------- | ------- | ------- | ------- | ------- | ------- | ----- | --- | ---- | ------ |
| 1959    | Cooper Car Company         | MON 5   | 500     | NED     | FRA 5   | GBR 3   | GER Ret | POR Ret | ITA Ret | USA 1   |         |         |       |     | 6.º  | 16.5   |
| 1960    | Cooper Car Company         | ARG 1   | MON 2   | 500     | NED Ret | BEL 2   | FRA 3   | GBR 4   | POR 2   | ITA     | USA 3   |         |       |     | 2.º  | 34     |
| 1961    | Cooper Car Company         | MON 6   | NED 12  | BEL Ret | FRA 5   | GBR 8   | GER 6   | ITA 3   | USA 4   |         |         |         |       |     | 8.º  | 11     |
| 1962    | Cooper Car Company         | NED Ret | MON 1   | BEL Ret | FRA 4   | GBR 3   | GER 5   | ITA 3   | USA 3   | RSA 2   |         |         |       |     | 3.º  | 27     |
| 1963    | Cooper Car Company         | MON 3   | BEL 2   | NED Ret | FRA 12  | GBR Ret | GER Ret | ITA 3   | USA 11  | MEX Ret | RSA 4   |         |       |     | 6.º  | 17     |
| 1964    | Cooper Car Company         | MON Ret | NED 7   | BEL 2   | FRA 6   | GBR Ret | GER Ret | AUT Ret | ITA 2   | USA Ret | MEX 7   |         |       |     | 7.º  | 13     |
| 1965    | Cooper Car Company         | RSA 5   | MON 5   | BEL 3   | FRA Ret | GBR 10  | NED Ret | GER Ret | ITA 5   | USA Ret | MEX Ret |         |       |     | 9.º  | 10     |
| 1966    | Bruce McLaren Motor Racing | MON Ret | BEL DNS | FRA     | GBR 6   | NED DNS | GER     | ITA     | USA 5   | MEX Ret |         |         |       |     | 16.º | 3      |
| 1967    | Bruce McLaren Motor Racing | RSA     | MON 4   | NED Ret | BEL     |         |         |         | CAN 7   | ITA Ret | USA Ret | MEX Ret |       |     | 14.º | 3      |
| 1967    | Anglo American Racers      |         |         |         |         | FRA Ret | GBR Ret | GER Ret |         |         |         |         |       |     | 14.º | 3      |
| 1968    | Bruce McLaren Motor Racing | RSA     | ESP Ret | MON Ret | BEL 1   | NED Ret | FRA 8   | GBR 7   | GER 13  | ITA Ret | CAN 2   | USA 6   | MEX 2 |     | 5.º  | 22     |
| 1969    | Bruce McLaren Motor Racing | RSA 5   | ESP 2   | MON 5   | NED Ret | FRA 4   | GBR 3   | GER 3   | ITA 4   | CAN 5   | USA Ret | MEX DNS |       |     | 3.º  | 26     |
| 1970    | Bruce McLaren Motor Racing | RSA Ret | ESP 2   | MON Ret | BEL     | NED     | FRA     | GBR     | GER     | AUT     | ITA     | CAN     | USA   | MEX | 14.º | 6      |
| Fuente: |                            |         |         |         |         |         |         |         |         |         |         |         |       |     |      |        |